# Коноплины
Коноплины — русский дворянский род.
Потомство Василия Никифоровича Коноплина, владевшего вотчиной в Ряжском уезде (начало XVII века). Рязанским дворянским депутатским собранием (1791) род внесён в 6-ю часть Дворянской родословной книги.

## Описание герба
Щит разделён горизонтально на 2 части, из них в верхней части, в голубом поле, изображён золотой крест и под ним серебряная луна, рогами вверх обращённая (польский герб Шелига). В нижней части, в правом, серебряном поле, видна рука с мечом, выходящая из облака, означенного в левом боку щита (польский герб Малая Погоня), а в левом красном поле золотая пика, остриём вверх.
На щите дворянский коронованный шлем. Нашлемник: три страусовых пера. Намёт на щите голубой, подложенный серебром. Щитодержатели: два льва.

## Известные представители
- Коноплин Афанасий Семёнович — московский дворянин (1677).
- Коноплины: Василий Антипович — московский дворянин (1692), воевода в Мещовске (1696—1697).
- Коноплин Иван Сафронович — московский дворян (1692).
- Коноплин Пётр Васильевич — стряпчий (1693)[1][2].